# Charles Boddaert
Charles Boddaert (Gent, 22 augustus 1842 - aldaar, 21 april 1923) was een Belgisch liberaal politicus.

## Levensloop
Na rechtenstudies aan de Gentse universiteit, waar hij in 1868 afstudeerde, schreef Boddaert zich als advocaat in aan de Gentse balie. 
In 1885 werd hij verkozen in de Gentse gemeenteraad. Van 1895 tot 1909 was hij schepen van ‘Fraaie kunsten, schouwburgen en feestelijkheden’. Na zijn ontslag uit de gemeenteraad in 1909 werd hij tijdens de Duitse bezetting in 1916 nog schepen van Onderwijs. Na de Eerste Wereldoorlog trok hij zich terug uit de politiek. 